# استفانی نسبیت
استفانی نسبیت (انگلیسی: Stephanie Nesbitt؛ زادهٔ august ۱۰, ۱۹۸۵ (۳۹ سال)) ورزشکار شنای موزون اهل ایالات متحده آمریکا است.
وی در مسابقات کشوری و بین‌المللی در مجموع برندهٔ ۱ مدال برنز شده‌است.